# Бендлер, Ричард
Ри́чард Бе́ндлер (англ. Richard Wayne Bandler; 24 февраля 1950 года, Джерси-Сити) — американский психолог и писатель. Вместе с Джоном Гриндером создал нейролингвистическое программирование (НЛП), псевдонаучный подход к межличностному общению.

## Биография
В 1973 году получил степень бакалавра философии и психологии в Калифорнийском университете в Санта-Круз, а в 1975 — степень магистра психологии в Лоун Маунтейн Колледж в Сан-Франциско.

### Создание НЛП
Бендлер познакомился с Джоном Гриндером (сооснователем НЛП), будучи студентом Калифорнийского университета в Санта-Круз. В скором времени после этого они познакомились с Грегори Бейтсоном, который оказал существенное влияние на развитие НЛП, во-первых, тем, что предоставил для него философские основания и, во-вторых, тем, что представил его создателей Милтону Эриксону.
На 1974 год приходится пик сотрудничества Бендлера и Гриндера, направленного на создание моделей языковых паттернов, используемых Вирджинией Сатир, Фрицем Перлзом и позже Милтоном Эриксоном. В результате появились книги «Структура Магии» том 1-2 (1975, 1976), «Шаблоны гипнотических техник Милтона Эриксона» том 1-2 (1975, 1977) и «Меняемся вместе с семьями» (1976).
В 1980 году компания Бендлера «Not Limited» заработала более 800 тысяч долларов, а сам Бендлер и его жена Лесли Камерон-Бендлер процветали. К концу 1980 года сотрудничество Бендлера и Гриндера (они вместе читали лекции, вели тренинги, писали книги) неожиданно завершилось, а его жена подала на развод.

## Книги
- Бендлер, Ричард, Гриндер, Джон (1975a). Структура Магии I.
- Бендлер, Ричард, Гриндер Джон (1975b). Структура Магии II.
- Бендлер, Ричард (1976). Меняемся вместе с семьями.
- Гриндер, Джон,  Бендлер Ричард (1976). Паттерны гипнотических техник Милтона Эриксона.
- Гриндер Джон,  Бендлер Ричард,  Делозье  Джудит (1977). Паттерны гипнотических техник Милтона Эриксона II.
- Гриндер Джон,  Бендлер  Ричард (1979). Из лягушек в принцы. Moab, UT: Real People Press., 194pp. ISBN 0-911226-19-2.
- Гриндер, Джон и Ричард Бендлер (1981). Трансформация.
- Бендлер, Ричард, Гриндер, Джон. Используйте свой мозг для изменений, 1985.
- Бендлер, Ричард, Гриндер, Джон. Магия в действии, 1992
- Бендлер, Ричард, Гриндер, Джон. Пора что-то менять, 1993
- Бендлер, Ричард. Создание Убеждений, (Persuasion Enginering,Технология убеждения. Гений коммуникации. Продать за 60 секунд), 1996
- Бендлер, Ричард. Беседы. Свобода — это всё. Любовь — это всё остальное, 2004.
- Бендлер, Ричард. Руководство по изменению личности (Get the Life You Want: The Secrets to Quick and Lasting Life Change with Neuro-Linguistic Programming), 2009.
- Бендлер, Ричард. Как использовать гипноз для изменения жизни к лучшему (Richard Bandler’s Guide to Trance-formation), 2010.